# Andrew Mavis
Andrew Mavis, né le 9 septembre 1976 à Vancouver, au Canada, est un joueur canadien de basket-ball, évoluant au poste d'arrière.

## Palmarès
- Finaliste du championnat des Amériques 1999